# Серпуховское викариатство
Серпухо́вское викариа́тство — викариатство Московской епархии Русской православной церкви.
Учреждена 8 ноября 1904 года. Названа по городу Серпухову Московской губернии.

## Архиереи
- Никон (Рождественский) (8 ноября 1904 — 25 апреля 1906)
- Анастасий (Грибановский) (29 июня 1906 — 14 мая 1914)
- Арсений (Жадановский) (8 июня 1914 — 14 октября 1923)
- Алексий (Готовцев) (14 октября 1923 — апрель 1927)
- Сергий (Гришин) (6 мая 1927 — 16 апреля 1928)
- Мануил (Лемешевский) (11 мая 1928 — 31 января 1930)
- Иоасаф (Шишковский-Дрылевский) (16 апреля 1930 — 5 декабря 1933)
- Иннокентий (Клодецкий) (22 ноября 1933 — 6 сентября 1934)
- Алексий (Сергеев) (3 января 1936 — 5 августа 1937)
- Ириней (Середний) (19 июля 1976 — 16 июля 1982)
- Климент (Капалин) (8 августа 1982 — 20 июля 1990)
- Илиан (Востряков) (25 марта 1991 — 17 февраля 1997)
- Роман (Гаврилов) (с 10 августа 2006)